# 余筱菁
余筱菁（1980年12月2日—），臺灣新竹市人，中華民國民主進步黨籍政治人物、教師、社運人士、前台灣綠黨黨員。東海大學音樂系學士及研究所碩士畢業，是鄭南榕影展新竹策展人。前任新竹縣議員歐陽霆辦公室主任。曾任新竹縣立二重國民中學及新竹市立光華國民中學管樂團分部教師，第19屆新竹縣議員。

## 早年生涯
余筱菁出生於台灣新竹市，曾在3歲時遭卡車撞擊導致左腿截肢。求學時期就讀於東海大學，並於該校音樂系及研究所取得學、碩士學位，畢業後從事音樂教學多年，曾於新竹縣多所國中學校擔任管樂團分部教師，是富邦身障才藝獎第6屆器樂組全國冠軍。個人亦積極參與社會運動，包括太陽花、反課綱、護樹、反核、婚姻平權等，也因為自己是身障者身分，特別關懷弱勢團體並為其發聲。

## 政治生涯

### 競選2014年台北市議員
以樹黨黨籍參選台北市第二選區議員，未當選。

### 2018年新竹縣議員
2018年於新竹縣竹東、五峰地區，參選新竹縣縣議員，提出政見為關懷弱勢、保障勞權、議會透明及復育客語，順利當選。
2018年9月26日，余筱菁指出新竹縣議員嚴永秋出國考察心得錯字連篇、報告馬虎，而該議員在當年底競選連任時未能勝選。
2020年4月24日，余筱菁於議會上與國民黨張益生意見相左，余筱菁事後於臉書上發文，余筱菁的貼文讓張益生十分不滿，除了自訴對她提告「加重毀謗」，也在議會提案將余筱菁以「毀謗議會名譽」為由送紀律委員會。由於新竹縣議會國民黨佔過半數，具有表決優勢，將余筱菁停權。此項停權決議受到輿論關注，引發大眾對於新竹縣議會仗勢多數決，而將「送紀律委員會」作為打壓少數議員發聲的討論。

### 2020年立委選舉
2019年8月，宣布參選新竹縣第一選區立法委員，主要對手為國民黨時任立委林為洲、民進黨候選人周江杰，選舉結果獲得7142票、得票率4.81%，未勝選。

### 2022年新竹縣議員
2022年競選欲連任，但落選。於隔年獲民進黨新竹縣議員歐陽霆之邀擔任其辦公室主任。余以辦公室主任的名義，繼續完成她在議員任內對新竹鄉親的承諾，實踐她剛開頭或已做到一半的選民服務。

### 2024年立委選舉
2024年代表台灣綠黨參選新竹第一選區立委選舉，未能當選。並於同年2月宣布退黨，加入民主進步黨。

## 選舉紀錄
| 年度 | 選舉屆數               | 選舉區           | 所屬政黨 | 得票數 | 得票率 | 當選標記 | 備註 |
| ---- | ---------------------- | ---------------- | -------- | ------ | ------ | -------- | ---- |
| 2014 | 第十二屆臺北市議員選舉 | 臺北市第二選舉區 | 樹黨     | 3,527  | 1.61%  |          |      |
| 2018 | 第十九屆新竹縣議員選舉 | 新竹縣第八選舉區 | 台灣綠黨 | 5,567  | 12.36% |          |      |
| 2020 | 第十屆立法委員選舉     | 新竹縣第一選舉區 | 台灣綠黨 | 7,142  | 4.81%  |          |      |
| 2022 | 第二十屆新竹縣議員選舉 | 新竹縣第八選舉區 | 台灣綠黨 | 2,324  | 5.73%  |          |      |
| 2024 | 第十一屆立法委員選舉   | 新竹縣第一選舉區 | 台灣綠黨 | 15,557 | 10.24% |          |      |

## 外部連結
- 余筱菁的Facebook專頁
- YouTube上的余筱菁客家好妹仔頻道